# Joseph Werndl
Joseph Werndl (* 24. Jänner 1929 in Pischelsdorf am Engelbach; † 11. Juni 2022) war ein österreichischer Organist, Chorleiter, Komponist und Kapellmeister.

## Leben und Wirken
Werndl studierte von 1949 bis 1957 am Mozarteum und legte 1955 die Reifeprüfung für Orgel ab und schloss 1957 die Kapellmeisterklasse ab.
Er war zwischen 1951 und 1977 in unterschiedlichen Perioden Organist und Chorleiter in Mattighofen, Dirigent, Chor- und Orchesterleiter und Kapellmeister örtlicher und regionaler Ensembles. Von 1960 bis 1963 unterrichtete er Musik an der Sängerknabenschule Michaelbeuern und ab 1963 war er zunächst Organist und Chorleiter und dann von 1965 bis 2000 Dirigent des Brucknerbund-Orchesters in Ried im Innkreis. 1983 wurde er als Passauer Domkapellmeister berufen und übte dieses Amt bis zu seiner Pensionierung im Jahr 2000 aus. In dieser Zeit leitete er den Passauer Domchor und das Passauer Domorchester. Von 1990 bis 1996 stand er auch dem Chor der Gesellschaft der Musikfreunde Passau vor. Im Ruhestand zog es Joseph Werndl zurück zu seinem Geburtsort Pischelsdorf am Engelbach und leitete dort den ansässigen Kirchenchor.

## Werke
- Braunauer Friedensmesse (2012)[2]

## Auszeichnungen
- Konsulent für Musikpflege der OÖ Landesregierung (1978)
- Titel Professor h.c. (1983)
- Ehrenmitglied der Innviertler Künstlergilde (1983)
- Ehrenzeichen der Stadt Ried im Innkreis (1993)
- Kultureller Ehrenbrief der Stadt Passau (1994)
- Ehrenbürger der Gemeinde Pischelsdorf (2001)
- Ritter des Hl. Gegorius (2001)
- Ehrendirigent des Brucknerbund-Orchesters Ried im Innkreis (2001)
- Ehrenzeichen des Innviertler Kulturkreises (2002)
- Auszeichnung des OÖ. Blasmusikverbandes Note in Gold (2005)
- Auszeichnung des OÖ. Chorverbandes Note in Gold (2005)
- Silbernes Verdienstzeichen des Landes Oberösterreich (2010)[3]